# Therese Glahn
Therese Glahn (14 de julio de 1970) es una actriz, bailarina, coreógrafa y escultora danesa, reconocida principalmente por su participación en el filme La celebración de Thomas Vinterberg (1998). Desde entonces, ha participado en largometrajes, obras de teatro y series de televisión de su país natal.
Es madre de la también actriz Elvira Glahn.

## Filmografía

### Cine
| Año  | Título                                      | Papel               | Notas |
| ---- | ------------------------------------------- | ------------------- | ----- |
| 1998 | La celebración                              | Michelle            |       |
| 1998 | Den blå munk                                | Camarera            |       |
| 2001 | Flyvende farmor                             | Policía             |       |
| 2001 | Anja og Viktor - Kærlighed ved første hik 2 | Agente de servicio  |       |
| 2001 | Monas verden                                | Coreógrafa de danza |       |
| 2005 | Far til fire - gi'r aldrig op               | Gitte               |       |
| 2007 | Anja og Viktor 4 - Brændende kærlighed      | Ingrid              |       |
| 2008 | Far til fire - på hjemmebane                | Gitte               |       |
| 2009 | Karla og Katrine                            | Dolly               |       |
| 2009 | Original                                    | Empleada del banco  |       |
| 2010 | Søde lille du                               | Liva                |       |
| 2011 | Klassefesten                                | Hanne               |       |
| 2012 | Kufferten                                   | Inés                |       |
| 2016 | Klassefesten 3 - Dåben                      | Hanne               |       |

### Televisión
| Año     | Título            | Papel            | Notas |
| ------- | ----------------- | ---------------- | ----- |
| 1997-99 | TAXA              | Berit            |       |
| 1999    | Toast             | Gitte            |       |
| 2002-03 | Nikolaj og Julie  | Hermana de Julie |       |
| 2006    | Nynne             | Alondra          |       |
| 2011-12 | Lykke             | Jeanette         |       |
| 2011    | Hjælp, det er jul |                  |       |
| 2017    | Mercur            | Señorita Haller  |       |